# Hermitage (wijn)
Hermitage is een Franse wijn uit de Noordelijke Rhône. 

## Kwaliteitsaanduiding
Hermitage heeft sinds 1937 een AOC-status. 

## Variëteiten
Binnen de AOC Hermitage wordt er 70% rode wijn gemaakt en 30% witte wijn. Van de witte is er een droge variant, maar ook een vin de paille.

## Toegestane druivensoorten
- Rood: Syrah, waaraan tot 15% de witte druiven Roussanne en Marsanne mogen worden toegevoegd.
- Wit droog: Roussanne en Marsanne
- Vin de paille: Marsanne

## Gebied
Het gebied omvat 3 gemeenten in de Drôme: Tain-l'Hermitage, Crozes-Hermitage en Larnage. Het ligt op een enkele heuvel aan de oostelijke, linker oever. 

## Terroir
- Bodem: De heuvel is wat betreft de bodem onder te verdelen in 3 delen met van west naar oost: 
  - Bessards, zoals het meest westelijk deel wordt genoemd, heeft een granieten bodem. Hier worden voornamelijk de druiven voor de rode wijnen geproduceerd. Hier is ook ooit de eerste wijngaard van de Hermitage aangeplant.
  - Centraal terroir: Het bovenste gedeelte, bekend als Méal, bestaat uit een kalksteen en silica bodem met een oppervlak van keien. Dit gebied krijgt de meeste zon. Het onderste deel, bekend als Greffieux, is wat vruchtbaarder.
  - De meest oostelijke gebieden, die Murets en Dionniers worden genoemd, hebben kleigrond. De helling is hier het steilst. In dit deel worden voornamelijk de druiven voor de witte wijnen geproduceerd.
- Klimaat: Er heerst een mediterraan klimaat. De wijngaarden liggen op de zuidelijke helling met volle zon expositie en beschutting tegen de noordelijke winden.

## Kenmerken
- Rood: Diep robijnrood van kleur. Het zijn wijnen die goed kunnen ouderen. Ze kunnen dan aroma's ontwikkelen van viooltjes, specerijen en zwarte bessen.
- Wit: Geel van kleur. Ze ontwikkelen aroma's van hazelnoot, perzik en abrikoos, maar ook die van bloemen als iris, narcis en linde. De witte wijnen kunnen tientallen jaren bewaard worden.

## Opbrengst en productie
- Areaal is ca. 136 ha.
- Opbrengst is gemiddeld voor rood en wit 40 hl/ha en voor vin de paille 15 hl/ha.
- Productie bedraagt 4.286 hl (2012) waarvan ca. 30% geëxporteerd wordt.

## Producenten
38 wijnmakers (2005)